# Silkeborgsøerne

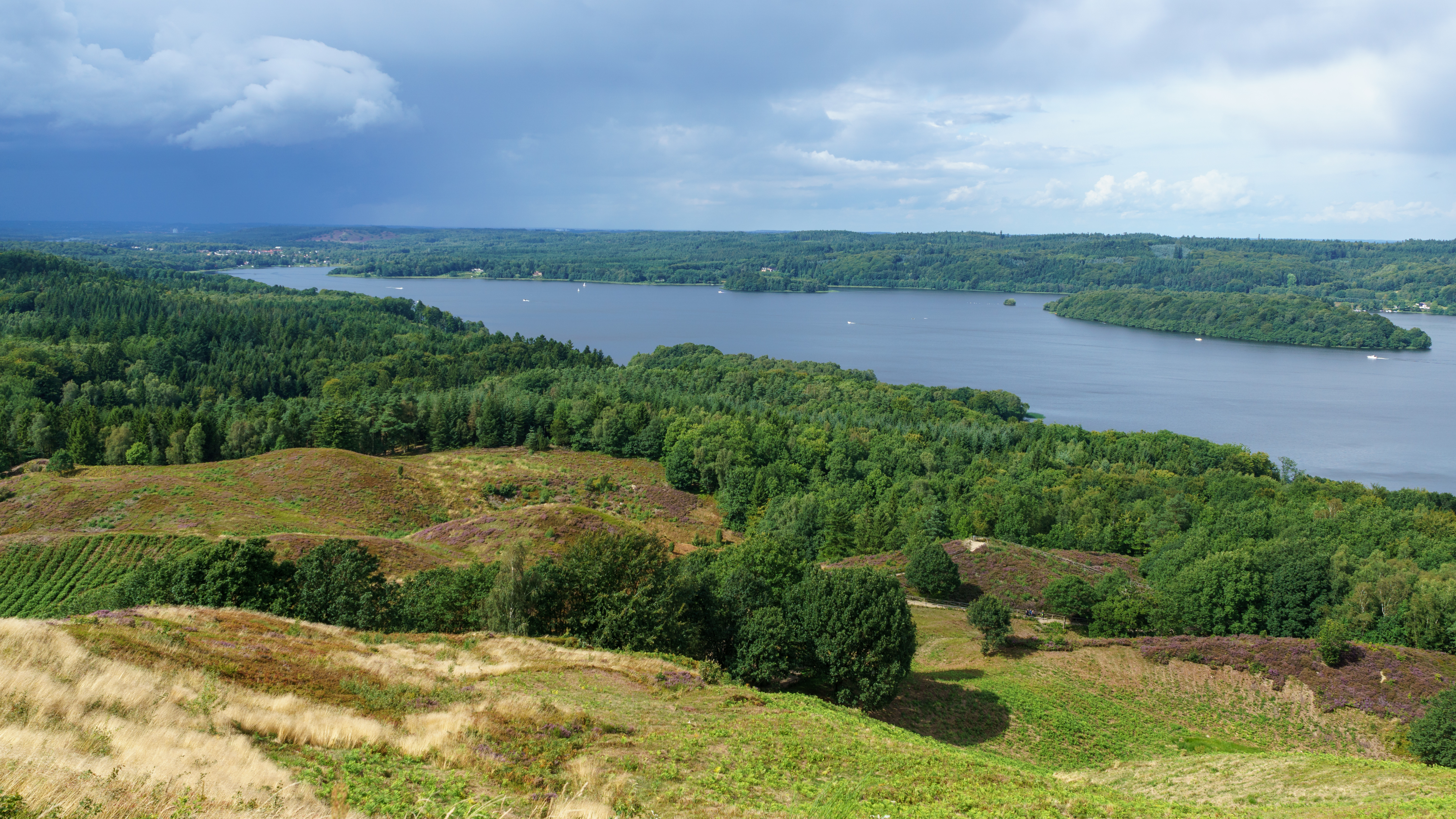
Utsikt över Julsø från Himmelbjerget

Silkeborgsøerne är det inofficiella namnet på ett antal sjöar i närheten av staden Silkeborg.
 Sjöarna är förbundna genom Gudenåen. 
I norr ligger den 7 kilometer långa Silkeborg Langsø. Efter den 2,5 kilometer långa uppdämda delen av Gudenåen genom Silkeborg kommer Brassø, Avnsø, Uglsø samt Borre Sø, med sina öar i västliga delen.
Sen kommer, den 565 hektar stora och upp till 17 meter djupa, Julsø med Møgelø och andra små öar. Sydligast ligger den grunda Birksø samt Lillesø strax norr om Ry.
Silkeborgsøerna har båttrafik om sommaren från Silkeborg till  Himmelbjerget, bl.a. med världens äldsta hjulångare S/S Hjejlen, samt från Ry till Himmelbjerget.